# CETME C2
C2 — Пистолет-пулемет C2 (также известен под индексом CB64), пистолет-пулемет CETME C2 в варианте под патрон 9х23 Ларго (9х23 Бергманн) состоял на вооружении Испанской полиции, вариант под патрон 9х19 Люгер предлагался на экспорт. Внешне пистолет-пулемет CETME C2 имел значительное сходство с английским пистолетом-пулеметом Sterling, однако имелись и отличия, как внешние, так и внутренние.

## Конструкция
C2 представляет собой компактнoe автоматическое оружие на базе состоящего на вооружении Испании. Визуально пистолет-пулемет CETME C2 отличался от английского прототипа формой пистолетной рукоятки и рукоятки взведения затвора, а также прямым (а не изогнутым) коробчатым магазином.Пистолет-пулемет CETME C2 использовал автоматику со свободным затвором. Стрельба велась с открытого затвора, одиночными выстрелами и очередями. Предохранитель переводчик режимов огня располагался слева, над пистолетной рукояткой. Пистолет-пулемет CETME C2 имел подвижный ударник, выдвигавшийся вперед из зеркала затвора посредством специального рычага только в тот момент, когда затвор приходил в крайнее переднее положение. Магазины примыкались к оружию горизонтально слева, стреляные гильзы выбрасывались вправо. Приклад металлический, складной вниз-вперед. Прицел с перекидным Г-образным целиком, имеющим установки по дальности на 50 и 100 метров.

## История
Он был разработан в начале 1960-х годов на испанском государственном оружейном предприятии СЕТМЕ.